# Kyshawn George
Kyshawn George (* 12. Dezember 2003 in Aigle) ist ein schweizerisch-kanadischer Basketballspieler.

## Werdegang
George erlernte das Basketballspiel in der Nachwuchsabteilung des BBC Monthey. 2019 wechselte er in die Jugend des französischen Vereins Élan Sportif Chalonnais, bei dem bereits seine Landsmänner Thabo Sefolosha und Clint Capela gefördert worden waren. Ein grosser Wachstumsschub, in dem Georges Körperhöhe von 1,75 Meter auf 2 Meter stieg, löste Kniebeschwerden aus, die dafür sorgten, dass der Schweizer zwischen 2020 und 2022 nur 17 Spiele bestritt. Im Spieljahr 2022/23 wurde er in der zweithöchsten französischen Liga in 24 Begegnungen eingesetzt.
Zum Spieljahr 2023/24 wechselte George an die University of Miami in den US-Bundesstaat Florida. Er erzielte für die Hochschulmannschaft in 31 Einsätzen im Durchschnitt 7,6 Punkte je Begegnung. Hernach gab George im April 2024 seine Teilnahme am NBA-Draftverfahren 2024 und damit seinen Wechsel in den Berufsbasketball bekannt. Er wurde an 24. Stelle von den New York Knicks aufgerufen und nach Sefolosha sowie Capela der dritte Schweizer, dem der Sprung in die National Basketball Association (NBA) gelang. George wurde von New York sofort an die Washington Wizards abgegeben. Ende Oktober 2024 gab der Schweizer seinen Einstand für die Washingtoner in der NBA.

### Nationalmannschaft
George, der Mitglied der Schweizer U16-Nationalmannschaft war, gab im Dezember 2024 seinen Entschluss bekannt, nicht für die Nationalmannschaft seines Geburtslands, sondern für Kanada spielen zu wollen.

### Familie
Sein Bruder Jamal George schlug ebenfalls eine Laufbahn im Leistungsbasketball ein. Vater Deon stand als Berufsbasketballspieler bei Vereinen in der Schweiz und in Frankreich unter Vertrag.